# Pinery Provincial Park

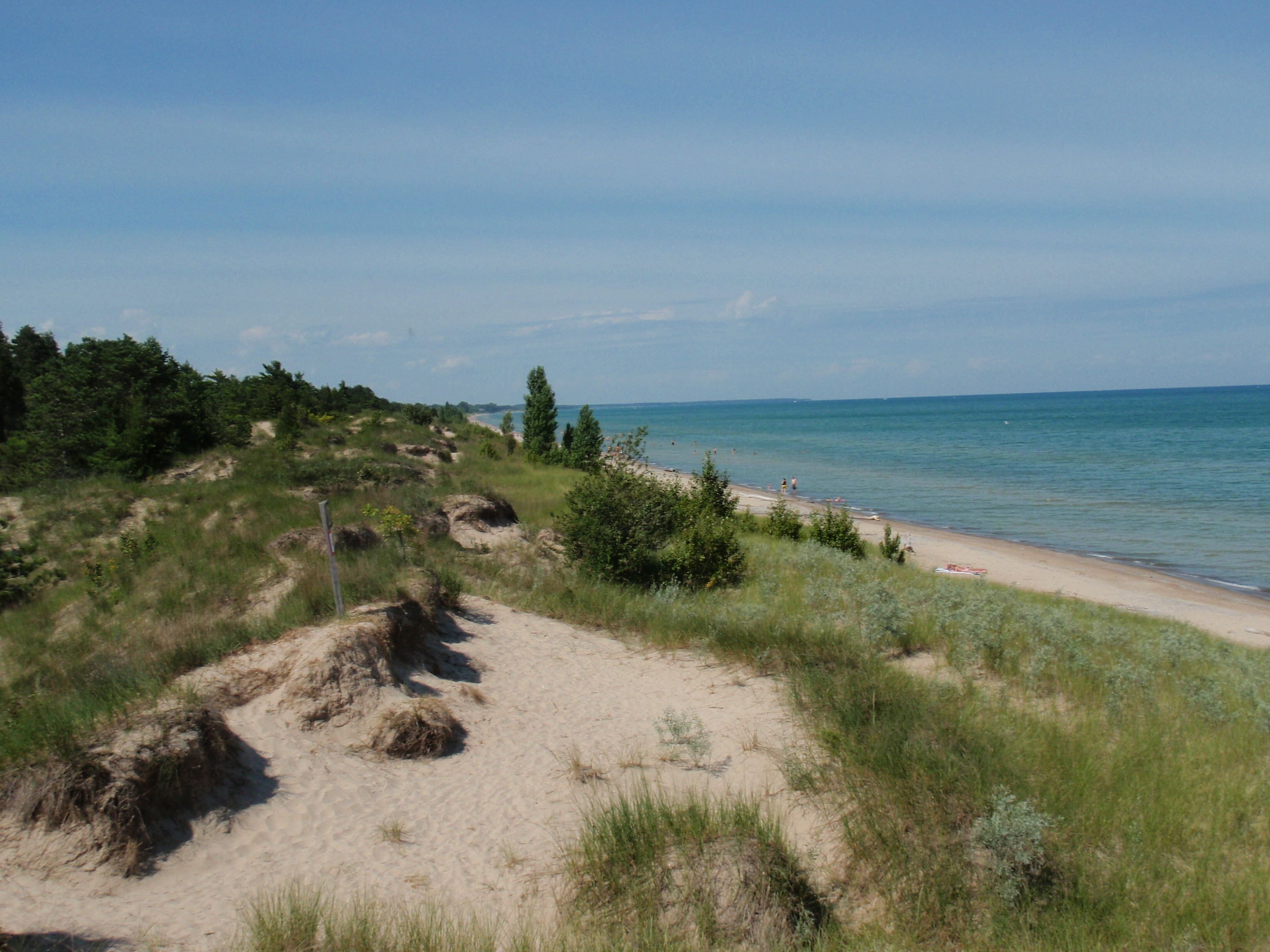
Der Strand mit den Dünen am Huronsee

Der Pinery Provincial Park ist ein 25,32 km² großer Provinzpark in der kanadischen Provinz Ontario. Der Natural Environment Park liegt im Südwesten der Provinz, auf dem Gebiet der Gemeinde Lambton Shores im Lambton County.
Der Park gehört, sowohl im Sommer- wie auch im Winterhalbjahr, zu den zehn am meisten besuchten Parks in der Provinz.

## Anlage
Der Park liegt am südlichen Rand des Kanadischen Schildes. Der Park zieht sich dabei von Port Franks im Südwesten nach Grand Bend im Nordosten am Südufer des Huronsees entlang. Im Südwesten verläuft die Parkgrenze ungefähr parallel zum Ausable River. Dessen Unterlauf, der „Old Ausable Channel“, durchquert den Park parallel zum Seeufer. Im Südosten folgt die Parkgrenze ungefähr dem King’s Highway 21.
Die nächstgrößere Stadt ist London, etwa 60 km Luftlinie südöstlich des Parks.

## Geschichte
Der Park wurde 1957 durch den „Provincial Parks Act“ offiziell als Provinzpark eingerichtet und 1959 dann tatsächlich eröffnet. Vor der Ankunft europäischer Siedler war das Gebiet, in dem heute der Park liegt, traditionelles Siedlungs- und Jagdgebiet der First Nations, hier hauptsächlich der Chippewa.
Der Umgang der kanadischen Bundesregierung mit den Chippewa und ihrem ehemaligen Land bzw. dem Streit um Landrechte nur wenige Kilometer südwestlich des Parks, führte 1995 zur Ipperwash-Krise.
1996 wurde im Park die Leiche des mutmaßlichen Serienmörders Herbert Baumeister aufgefunden.

## Flora und Fauna
Der Pinery Provincial Parks soll ein ausgedehntes, provinziell bedeutsames Süßwasserdünensystem mit einer zugehörigen repräsentativen Blumen- und Tier Schützen. Gleichzeitig umfasst er Park Anteile an einer Eichen-Savanne. Die Eichen-Savanne (hier zugehörig zur „Midwestern Oak Savanna“) ist ein pflanzengeographischer Biotopverbund mit Eigenschaften der Savanne oder des spärlich bewaldeten Graslands, in dem Eichen die dominante Baumart darstellen.
Zu den im Park ebenfalls vorkommenden Pflanzen und Tieren gehören je nach Zone Gelbe Eichen, Tulpenbäume, Schuppenrinden-Hickory (Carya ovata), Zürgelbäume, Kratzdisteln, Prachtscharten, Goldruten, die Sommerrebe, der Widder-Frauenschuh und der Buschklee. Laut Beobachtungen der Parkverwaltung kommen im Park mehr als 300 Vogelarten vor, von denen rund 120 Arten hier auch. Beobachtet werden unter anderem der Rundschwanzsperber, der Rotkopfspecht, der Carolinaspecht, der Zitronenwaldsänger und der Rostscheitel-Waldsänger. Größere Säugertiere kommen bis auf den Weißwedelhirsch nicht regelmäßig vor, dieser soll jedoch in seiner Population begrenzt werden um die Artenvielfalt des Ökosystems zu schützen.
In den 1960'er Jahren wurden umfangreiche Anpflanzungen von Rot-Kiefern und Weymouth-Kiefern vorgenommen. Die ausgedehnten Nadelbaumplantagen wurden später durchforstet oder abgetragen. Dadurch wurde ihre dominante Rolle in den Gemeinschaften beseitigt und die natürliche Sukzession und Regeneration konnte wieder erfolgen.

## Aktivitäten
Der Park ist im Sommer bei Wanderern, es gibt zahlreiche kurze Wanderwege, sowie Wassersportlern ein beliebtes Ziel. Genutzt wird er zumeist von Besuchern aus dem südwestlichen Ontario. Der Park hat auf seinen drei Zeltplätzen etwas mehr als 1000 Stellplätze für Wohnmobile und Zelte sowie elf Gruppencampingplätze. Der Park ist dabei in verschiedene Zonen eingeteilt, in denen eine unterschiedliche Nutzung erlaubt oder grundsätzlich ausgeschlossen ist.
Zur winterlichen Nutzung gehören gespurte Loipen für den Skilanglauf sowie das Schneeschuhwandern und ein Bereich, in dem das Rodeln zugelassen ist. Ehemals vorhandenen Strecken für Motorschlitten wurden geschlossen.